# San Michele Salentino
San Michele Salentino is een gemeente in de Italiaanse provincie Brindisi (regio Apulië) en telt 6242 inwoners (31-12-2004). De oppervlakte bedraagt 26,2 km², de bevolkingsdichtheid is 238 inwoners per km².

## Demografie
San Michele Salentino telt ongeveer 2308 huishoudens. Het aantal inwoners daalde in de periode 1991-2001 met 1,3% volgens cijfers uit de tienjaarlijkse volkstellingen van ISTAT.
| Jaar | Inwoneraantal |
| ---- | ------------- |
| 1991 | 6333          |
| 2001 | 6248          |

## Geografie
San Michele Salentino grenst aan de volgende gemeenten: Ceglie Messapica, Francavilla Fontana, Latiano, Ostuni, San Vito dei Normanni.
Brindisi · Carovigno · Ceglie Messapica · Cellino San Marco · Cisternino · Erchie · Fasano · Francavilla Fontana · Latiano · Mesagne · Oria · Ostuni · San Donaci · San Michele Salentino · San Pancrazio Salentino · San Pietro Vernotico · San Vito dei Normanni · Torchiarolo · Torre Santa Susanna · Villa Castelli
1. ↑  https://demo.istat.it/?l=it.